# Teluk Lobam
Teluk Lobam is een bestuurslaag in het regentschap Bintan van de provincie Riau-archipel, Indonesië. Teluk Lobam telt 5816 inwoners (volkstelling 2010).